# Thyreodon ruficornis
Thyreodon ruficornis là một loài tò vò trong họ Ichneumonidae.